# WTA Tier III
I Tornei WTA Tier III erano una serie di tornei di tennis femminili giocati dal 1988 al 2008.
Dal WTA Tour 2009, la WTA ha riformato tutte le categorie dei tornei femminili, inserendo la maggior parte di quelli della categoria Tier III nella nuova categoria chiamata International.

## Tornei
| Torneo           | Nome completo                                                  | Città            | Paese       | Superficie       | Anni nella Tier III |
| ---------------- | -------------------------------------------------------------- | ---------------- | ----------- | ---------------- | ------------------- |
| Brighton         | Brighton International                                         | Brighton         | Regno Unito | Sintetico indoor | 1988-1989           |
| Mason            | Cincinnati Open                                                | Mason            | Stati Uniti | Cemento          | 1988/2004-2008      |
| Eastbourne       | Eastbourne International                                       | Eastbourne       | Regno Unito | Erba             | 1988                |
| Memphis          | Regions Morgan Keegan Championships and the Cellular South Cup | Memphis          | Stati Uniti | Cemento          | 1988-2008           |
| Strasburgo       | Internationaux de Strasbourg                                   | Strasburgo       | Francia     | Terra rossa      | 1988-2008           |
| Lipsia           | WTA Lipsia                                                     | Lipsia           | Germania    | Sintetico indoor | 1990-1992           |
| Barcelona        | Barcelona Ladies Open                                          | Barcellona       | Spagna      | Terra rossa      | 1991-1992           |
| Tokyo            | Japan Open Tennis Championships                                | Tokyo            | Giappone    | Cemento          | 1991-2008           |
| Birmingham       | AEGON Classic                                                  | Birmingham       | Regno Unito | Erba             | 1993-2008           |
| Kitzbühel        | WTA Austrian Open                                              | Kitzbühel        | Austria     | Terra rossa      | 1993                |
| Svizzera         | WTA Swiss Open                                                 | Lucerna          | Svizzera    | Terra rossa      | 1993-1994           |
| Quebec           | Bell Challenge                                                 | Québec           | Canada      | Cemento          | 1993-2008           |
| Bali             | Commonwealth Bank Tennis Classic                               | Bali             | Indonesia   | Cemento          | 1994–1997/1999–2008 |
| San Juan         | Puerto Rico Open                                               | San Juan         | Porto Rico  | Cemento          | 1995                |
| Bol              | Croatian Bol Ladies Open                                       | Bol              | Croazia     | Terra rossa      | 1995/2000–2003      |
| 's-Hertogenbosch | Ordina Open                                                    | 's-Hertogenbosch | Paesi Bassi | Erba             | 1996-2008           |
| Lussemburgo      | BGL-BNP Paribas Open Luxembourg                                | Lussemburgo      | Lussemburgo | Cemento          | 1996–2004/2008      |
| Gold Coast       | Brisbane International                                         | Brisbane         | Australia   | Cemento          | 1997–2008           |
| Madrid           | WTA Madrid Open                                                | Madrid           | Spagna      | Terra rossa      | 1997–2003           |
| Bogotá           | Copa Sony Ericsson Colsanitas                                  | Bogotà           | Colombia    | Terra rossa      | 1998–2008           |
| Praga            | I. ČLTK Prague Open                                            | Praga            | Rep. Ceca   | Terra rossa      | 1998                |
| Il Cairo         | Dreamland Egypt Classic                                        | Il Cairo         | Egitto      | Terra rossa      | 1999                |
| Acapulco         | Abierto Mexicano Telcel                                        | Acapulco         | Messico     | Terra rossa      | 2001–2008           |
| Canberra         | Richard Luton Properties Canberra International                | Canberra         | Australia   | Cemento          | 2001                |
| Canton           | Guangzhou International Women's Open                           | Canton           | Cina        | Cemento          | 2004–2008           |
| Mumbai           | Sunfeast Open                                                  | Mumbai e Kolkata | India       | Cemento          | 2005–2008           |
| Istanbul         | İstanbul Cup                                                   | Istanbul         | Turchia     | Terra rossa      | 2005–2008           |
| Budapest         | GDF SUEZ Grand Prix                                            | Budapest         | Ungheria    | Terra rossa      | 2007–2008           |
| Bad Gastein      | Gastein Ladies                                                 | Bad Gastein      | Austria     | Terra rossa      | 2007–2008           |
| Viña del Mar     | Viña del Mar WTA                                               | Viña del Mar     | Cile        | Terra rossa      | 2008                |
| Doha             | Qatar Total Open                                               | Doha             | Qatar       | Cemento          | 2001-2003           |